# Jorge Chaminé
Jorge Chaminé (Porto, 30 de Abril de 1956) é um músico português.
Descendendo pelo lado materno de uma família de aristocratas e intelectuais espanhóis, este barítono ocupa um lugar de destaque no mundo da lírica internacional. Discípulo de Lola Rodríguez Aragón, Hans Hotter e Teresa Berganza, possui um vastíssimo reportório que vai de Bach a Xenakis (que escreveu uma obra para a sua voz), das óperas de Mozart ao reportório operático contemporâneo, do tango às liturgias hebraicas ou tibetanas, da bossa Nova às canções de Cole Porter ou às canções ciganas.
Convidado, atua regularmente como solista de orquestras como o Boston Symphony, London Symphony, Filarmónica Checa, de Berlim, sob a direção de maestros como Seiji Ozawa, Yehudi Menuhin, Frühbeck de Burgos, Placido Domingo etc. Como cantor de ópera contracenou com nomes tão destacados como os de Mirella Freni, Montserrat Caballé, Teresa Berganza ou José Carreras. Como recitalista tem actuado nas salas mais prestigiosas como Carnegie Hall, Théâtre des Champs Elysées, Salle Pleyel, etc.
Medalha dos Direitos Humanos da UNESCO, pela sua acção desenvolvida em prol da infância abandonada, acaba de ser nomeado "Embaixador de Boa Vontade" da organização Music in Me (Music in Middle East). A sua acção nos processos de paz nesta região tem sido saudada por diversas instituições.
Realizou a Maio de 2005, para os 60 anos da criação da UNESCO, um concerto homenagem a Aristides de Sousa Mendes.
É presidente fundador e diretor artístico do Festival CIMA na Toscana; vice-presidente da Fundação Georges Bizet.
Realiza mensalmente um atelier no Colégio de Espanha da Cidade Universitária de Paris, por onde já passaram mais de 200 músicos vindos de 46 nações diferentes, entre pianistas, cantores e músicos de câmara.
Criou e é o diretor artístico do Festival Ibériades de Paris e é o diretor artístico do Festival de Bougival. Nesta cidade e graças à sua ação, a Villa que pertenceu à cantora Pauline Viardot voltou a ser o local musical privilegiado que foi no século XIX e Chaminé dá inúmeras master classes e junto com os seus alunos cantores, pianistas e músicos de câmara organiza vários concertos.
Em 2005 foi nomeado Embaixador de Music in ME (Music in Middle East) e desenvolveu nos países do Médio Oriente vários programas de ensino e prática musicais, nomeadamente nos campos palestinianos.
Jorge Chaminé foi nomeado em Madrid, a 17 de novembro de 2011, 1º Músico para a Paz da organização MUSIC FOR PEACE, presidida por Federico Mayor e à qual pertencem El Sistema, Fundação Yehudi Menuhin, West/Ost Diwan Orchestra de Daniel Barenboim, Orquesta Simón Bolívar de Gustavo Dudamel, entre outras.
Jorge Chaminé é professor e tutor da Universidade de Stanford, programa internacional, desde 2012, membro do Conselho de Administração da Yehudi Menuhin International Foundation desde 2015 e do Conselho de Europa Nostra desde 2019. Criador e presidente do CEM de Bougival, Centro Europeu de Música desde 2014, projecto para a criação do primeiro bairro de cultura eco-responsável europeu. 
Com o apoio da União Europeia e de outras organizações, criou o projeto Music4Rom [www.music4rom.com], em reconhecimento à aportação fundamental da música Rom à música clássica.
Jorge Chaminé foi nomeado, a 31 de Agosto 2018, Officier da Ordre des Arts et des Lettres pelo governo francês.
Em 2019 é nomeado Medalha "Grand Vermeil" da cidade de Paris, onde habita há vários anos.    
Em 2023, vence o prémio Europeu Helena Vaz da Silva para a Divulgação do Património Cultural.

## Discografia
Recital
- Brahms - LIEDER

Lyrinx 181
- Carlos Guastavino - Canciones

Lyrinx 149
- Cláudio Carneyro - Canções

Movieplay Classic
- Música Hebraica /Ravel, Bloch, liturgia, ladinos

ADDA
Oratório
- Brahms - Ein Deutsches Requiem

Adda / Orquestra da Boémia dir. Jiri Mikula
- Berlioz - L'Enfance du Christ

ADIAM 95 dir. Michel Piquemal
- Groba - Cantata del Xacobeo

EMI - London Symphony Orchestra dir. Rogelio Groba
Ópera
- Tchaikovsky - Dama de Espadas

Orquestra Sinfónica de Boston dir. Seiji Ozawa
Música contemporânea
- Jean Schwarz - Vier Jahreszeiten

INA GRM
- Luis de Pablo - Tarde de Poetas

Harmonia Mundi / dir. Josep Pons
Outros reportórios
- Tango

CHORUS/NAIVE
- Canções sobre poemas de Vinícius de Moraes

SONS CROISÉS/Exodos